# Frédéric Hantz
Frédéric Hantz (Rodez, 30 maggio 1966) è un allenatore di calcio ed ex calciatore francese, di ruolo centrocampista.

## Palmarès

### Giocatore

#### Competizioni nazionali
- Ligue 2: 1

Nizza: 1993-1994

### Allenatore

#### Competizioni nazionali
- Championnat National: 1

Bastia: 2010-2011
- Ligue 2: 1

Bastia: 2011-2012